# Sangkum Reastr Niyum
El Sangkum Reastr Niyum (khmer: សង្គមរាស្ត្រនិយម, IPA: saŋkum riəh niʔjum), literalment "comunitat de la gent comú"; francès: Communauté socialiste populaire, "Comunitat socialista popular"; comunament conegut símplement com el Sangkum (khmer: សង្គម)) va ser una organització política creada el 1955 pel príncep Norodom Sihanouk de Cambodja. Tot i descriure's a si mateix com un "moviment", més que no pas un partit polític (els membres havien de rebutjar ser membres de cap grup polític), el Sangkum va mantenir el control del govern de Cambodja durant la primera administració de Sihanouk, entre el 1955 i el 1970.
El Sangkum va aparèixer quan Sihanouk va abdicar del tron, el 1955, en favor del seu pare, Norodom Suramarit, amb l'objectiu de centrar-se en la política.
El moviment es va basar en quatre partits monàrquics de dretes, inclòs el partit Nord-est victoriós de Dap Chhuon i el Renovació Khmer de Lon Nol. Sihanouk va crear aquest amalgama per competir a les eleccions parlamentàries de 1955, les primeres des de la independència del país; tot i la seva imatge apolítica, el Sangkum va funcionar com el partit partidari de Sihanouk. Va aconseguir una victòria aclaparadora a les eleccions: posteriorment hi va haver acusacions de frau electoral massiu, així com d'intimidació directe contra els partits opositors, el Partit Demòcrata i el socialista Krom Pracheachon.
Tot i el seu nom, l'eslògan "Socialisme reial-budista" o "socialisme khmer" del Sangkum no tenia res a veure amb el socialisme, el marxisme o amb la socialdemocràcia. Com que no tenia una filosofia política consistent, barrejava eslògans socialistes amb valors conservadors, la monarquia, el nacionalisme o el budisme theravada. Es va arribar a afirmar que l'administració seria "socialista" pel benestar de la població i "regalista" pel prestigi i la cohesió de la nació. Al mateix temps, el Sangkum va ser escollit per democratitzar el país i per exercir el control polític. En lloc de subscriure's a una ideologia concreta, doncs, el Sangkum va ser definit a partir del seu líder, el príncep Sihanouk, i per la seva popularitat personal.